# Kenadsa
Kenadsa là một đô thị thuộc tỉnh Béchar, Algérie. Dân số thời điểm năm 2002 là 11.667 người.